# Mónika Esztán
Mónika Esztán (Satu Mare, 13 oktober 1976) is een Roemeens artdirector en productieontwerper. Zij startte haar loopbaan in Roemenië maar werkte ook mee aan uiteenlopende Amerikaanse televisieseries en speelfilms waaronder The Martian, Going Postal en Monte Carlo.